# Schmalspurbahn Tiszakécske
| Zug der Pioniereisenbahn (1984) |                         |                     |                     |
| Streckenlänge: | 1,6 km                  |                     |                     |
| Spurweite: | 760 mm (Bosnische Spur) |                     |                     |
| Streckengeschwindigkeit: | 10 km/h                 |                     |                     |
| |                         |                     |                     |
| \| \| 0,0 \| Találkozások Háza \| Találkozások Háza \| \| \| \| Sportliget \| \| \| \| 0,5 \| Sportcentrum \| Sportcentrum \| \| \| \| Liget utca \| \| \| \| 0,9 \| Kilátó \| Kilátó \| \| \| 1,1 \| Ende Neutrassierung \| Ende Neutrassierung \| \| \| 1,3 \| Játszótér \| Játszótér \| \| \| \| Partifecske utca \| \| \| \| 1,6 \| Tiszapart \| Tiszapart \| |                         |                     |                     |
| Kopfbahnhof Streckenanfang | 0,0                     | Találkozások Háza   | Találkozások Háza   |
| Kopfbahnhof Streckenanfang (Strecke außer Betrieb) · Strecke |                         | Sportliget          | Sportliget          |
| Strecke (außer Betrieb) · Haltepunkt / Haltestelle | 0,5                     | Sportcentrum        | Sportcentrum        |
| Strecke (außer Betrieb) · Bahnübergang |                         | Liget utca          | Liget utca          |
| Strecke (außer Betrieb) · Haltepunkt / Haltestelle | 0,9                     | Kilátó              | Kilátó              |
| Abzweig ehemals geradeaus und von links · Strecke nach rechts | 1,1                     | Ende Neutrassierung | Ende Neutrassierung |
| Haltepunkt / Haltestelle | 1,3                     | Játszótér           | Játszótér           |
| Bahnübergang |                         | Partifecske utca    | Partifecske utca    |
| Kopfbahnhof Streckenende | 1,6                     | Tiszapart           | Tiszapart           |

Die Schmalspurbahn Tiszakécske ist eine 1,6 km lange Schmalspurbahn in der ungarischen Stadt Tiszakécske, die 1971 als Pioniereisenbahn erbaut und bis 2009 als Kindereisenbahn betrieben wurde. Im Jahr 2021 wurde der Betrieb nach teilweisem Neubau der Strecke wieder aufgenommen.

## Streckenverlauf
Die Strecke verläuft am nordöstlichen Stadtrand von Tiszakécske entlang des Ufers der Theiß. Der neue Endbahnhof Találkozások Háza der Schmalspurbahn befindet sich etwa zwei Kilometer vom Bahnhof Tiszakécske an der Bahnstrecke Szolnok–Kiskunfélegyháza entfernt. Vorbei am Sportzentrum, wo sich bis 2009 der ursprüngliche Endbahnhof Sportliget befand, führt die Strecke über die Haltepunkte Sportcentrum, Kilátó und Játszótér zum Bahnhof Tiszapart in der Nähe des Thermalbades.

## Geschichte
Die Strecke sollte ursprünglich Touristen vom Bahnhof Tiszakécske an das Theißufer befördern. Die Vielzahl an Bahnübergängen innerhalb der Stadt hätten das Budget des Baus jedoch überschritten, sodass nur eine 1,2 km lange Streckenführung vom Sportpark zum Theißufer fertiggestellt wurde. Das Gleismaterial stammte von der Wirtschaftsbahn Sarkad, die Fahrzeuge von anderen stillgelegten Schmalspurbahnen. Am 20. August 1971 wurde die Schmalspurbahn als Tiszakécskei Úttörővasut (Tiszakécsker Pioniereisenbahn) eröffnet, bei der Kinder und Jugendliche Aufgaben im Bahnbetriebsdienst übernahmen. 1990 erfolgte die Umbenennung in Tiszakécskei Gyermekvasút (Tiszakécsker Kindereisenbahn). Aufgrund von Fahrzeug- und Oberbaumängeln drohte der Betrieb bereits 1996 eingestellt zu werden, konnte aber durch Interessengemeinschaften von Bürgern weiterhin aufrechterhalten werden, bevor im Jahr 2009 die Bahn gänzlich eingestellt wurde. Bis 2012 fand noch ein Ersatzverkehr mit einer Wegebahn statt.
2020 wurde mit der Sanierung der Bahn begonnen, wobei die Strecke auf einem Kilometer neu trassiert und die Streckenlänge damit um 400 Meter erweitert wurde. Der über drei Gleise und eine Fahrzeughalle verfügende Bahnhof Sportliget wurde zurückgebaut, dafür erhielt der Bahnhof Tiszapart ein Empfangsgebäude mit integrierter Fahrzeughalle. Am 1. Oktober 2021 wurde die Bahn unter der Bezeichnung Tisza-parti kisvasút (Theißufer-Schmalspurbahn) wiedereröffnet. Seitdem verkehrt die städtisch betriebene Bahn nicht nur in den Sommermonaten, sondern das ganze Jahr über.

## Fahrzeuge
Die Bahn verfügt über eine – in den ersten Betriebsjahren zwei – von der Werksbahn einer Zuckerfabrik in Selyp stammende Diesellokomotive der Reihe C–50 sowie einen offenen und einen geschlossenen Personenwagen, die ursprünglich auf den ehemaligen Schmalspurbahnen in Túrkeve und Békéscsaba verkehrten. Ein vormaliger dritter Personenwagen ist nicht mehr vorhanden.